# Платонова, Надежда Игоревна
Наде́жда И́горевна Плато́нова (род. 28 июля 1956, Ленинград) — советский и российский археолог, историк науки, доктор исторических наук.

## Биография
Окончила кафедру археологии ЛГУ в 1978 году. В 1988 защитила кандидатскую, а в 2008 году докторскую диссертацию. Ведущий научный сотрудник Отдела славяно-финской археологии Института истории материальной культуры РАН, член редколлегии журналов «Археологические вести» (Санкт-Петербург), «Ученые записки Крымского Федерального университета им. В. И. Вернадского». Научные интересы: археология и история Северной Руси, история советской и российской археологии. Участник Костенковско-Борщевской археологической экспедиции.

## Основные публикации
- ПОГОСТЫ И ФОРМИРОВАНИЕ СИСТЕМЫ РАССЕЛЕНИЯ НА СЕВЕРО-ЗАПАДЕ НОВГОРОДСКОЙ ЗЕМЛИ (по археологическим данным). Автореф. дисс. … канд. ист. наук. Л., 1988
- ИСТОРИЯ АРХЕОЛОГИЧЕСКОЙ МЫСЛИ В РОССИИ (последняя треть XIX — первая треть XX вв.). Автореферат дисс. … д-ра исторических наук. СПб.: ИИМК РАН, 2008
- ARCHIVES, ANCESTORS, PRACTICES: ARCHAEOLOGY IN THE LIGHT OF ITS HISTORY / Nathan Schlanger and Jarl Nordbladh (eds.). — New-York. Oxford. Berghahn Books, 2008. 392 р., 75 ill
- Аникович М. В., Попов В. В., Платонова Н. И. ПАЛЕОЛИТ КОСТЁНКОВСКО-БОРЩЁВСКОГО РАЙОНА В КОНТЕКСТЕ ВЕРХНЕГО ПАЛЕОЛИТА ЕВРОПЫ. СПб.: ИИМК РАН / Нестор-история, 2008. 302 с. (ТКБАЭ, вып. 1)
- ИМПЕРАТОРСКАЯ АРХЕОЛОГИЧЕСКАЯ КОМИССИЯ (1859—1917) / Носов Е. Н., Мусин А. Е. (отв. ред.). В 2 т. / Коллективная монография. СПб: ИИМК РАН; Дмитрий Буланин, 2009. Т. 1. 1192 с.
- Аникович М. В., Анисюткин Н. К., Платонова Н. И. ЧЕЛОВЕК И МАМОНТ В ВОСТОЧНОЙ ЕВРОПЕ: ПОДХОДЫ И ГИПОТЕЗЫ. ВЫП. 1. Историография, методология, основные проблемы. СПб.: ИИМК РАН / Нестор-История. 2011. 128 с. (ТКБАЭ. Вып. 6/1)
- ГЕОРГИЙ ПАВЛОВИЧ СОМОВ (Серия «Жизнь замечательных микробиологов, эпидемиологов, инфекционистов», вып. 3). Владивосток: Медицина ДВ, 2012. — 254 с. (соавт. Сомова Л. М.)
- ИСТОРИЯ АРХЕОЛОГИЧЕСКОЙ МЫСЛИ В РОССИИ: ВТОРАЯ ПОЛОВИНА XIX — ПЕРВАЯ ТРЕТЬ ХХ В. — СПб.: Нестор-История, 2010. 316 с.
- АКАДЕМИЧЕСКАЯ АРХЕОЛОГИЯ НА БЕРЕГАХ НЕВЫ. От РАИМК до ИИМК РАН, 1919—2014 гг. / Е. Н. Носов /отв. ред./ Коллективная монография. СПб.: Дмитрий Буланин, 2013. 416 с.
- НЕИЗВЕСТНЫЕ СТРАНИЦЫ АРХЕОЛОГИИ КРЫМА: от неандертальцев до генуэзцев / Коллективная монография / Ред. Л. Б. Вишняцкий. СПб.: Нестор-История, 2017
- НОВОЕ В АРХЕОЛОГИИ СТАРОЙ ЛАДОГИ: МАТЕРИАЛЫ И ИССЛЕДОВАНИЯ / Платонова Н. И., Лапшин В. А. (отв. ред.) / Коллективная монография. СПб.: ИИМК РАН; Невская книжная типография, 2018. 536 с., 171 ил.
- ЧЕЛОВЕК И МАМОНТ В ПАЛЕОЛИТЕ ЕВРОПЫ. Часть II: Днепро-Донская историко-культурная область. Памяти Михаила Васильевича Аниковича: Коллективная монография. — СПб.: Ars longa, 2019. — 388 с., 104 ил. (Серия: ТКБАЭ. Вып. 8/II)[3]